# Jaime Pulgar García
 Jaime Pulgar García  nacido el 5 de abril de 1989 (35 años) es un tenista profesional español.

## Carrera
Su mejor ranking individual es el n.º 296 alcanzado el 5 de abril de 2015, mientras que en dobles logró la posición 274 el 16 de diciembre de 2013.
No ha logrado hasta el momento títulos de la categoría ATP ni de la ATP Challenger Tour, aunque sí ha obtenido varios títulos Futures tanto en individuales como en dobles.